# Oenothera coquimbensis
Oenothera coquimbensis là một loài thực vật có hoa trong họ Anh thảo chiều. Loài này được Gay mô tả khoa học đầu tiên năm 1847.